# Ixodes vestitus
Ixodes vestitus är en fästingart som beskrevs av Neumann 1908. Ixodes vestitus ingår i släktet Ixodes och familjen hårda fästingar. Inga underarter finns listade i Catalogue of Life.